# Alabama (řeka)
Alabama (anglicky Alabama River) je řeka protékající státem Alabama na jihovýchodě USA. Je přibližně 502 km dlouhá od soutoku zdrojnic k soutoku s řekou Tombigbee, přičemž od pramenů delší zdrojnice Coosy měří 1064 km. Povodí má rozlohu 106 000 km².

## Průběh toku
Vzniká soutokem Coosy a Tallapoosy, které pramení v jižních výběžcích Appalačského pohoří. Protéká Přimexickou nížinou. Po soutoku s řekou Tombigbee vytváří řeku Mobile, která ústí do zálivu Mobile v Mexickém zálivu Atlantského oceánu.

## Vodní stav
Zdrojem vody jsou dešťové srážky. Nejvyšších vodních stavů dosahuje na jaře. Průměrný roční průtok vody činí 1790 m³/s.

## Využití
Na obou zdrojnicích byly vybudovány významné přehradní nádrže. Vodní doprava je možná od Montgomery až do námořního přístavu Mobile na pobřeží Mexického zálivu.